# 갤러드리엘 스틴맨
갤러드리엘 스틴맨(Galadriel Stineman)은 미국의 배우, 영화배우, 텔레비전 배우, 성우, 모델이다.

## 방송
- 헤크 패밀리 시즌5
- 헤크 패밀리 시즌4

## 영화
- 더 파티 이즈 오버 (2015년)
- 노크 노크 (2014년)
- 플랜 C (2013년)
- 정크야드 독 (2010년)
- 벤 10 : 에일리언 스웜 (2009년) - 그웬 목소리 역
- 페임 (2009년)